# Трушев, Георгий Яковлевич
Георгий Яковлевич Трушев (6 июля 1931, Архангельск, РСФСР — 22 июня 2016, Архангельск, Российская Федерация) — советский игрок в хоккей с мячом, нападающий, судья, спортивный организатор.

## Биография
Воспитанник архангельского спорта. С 1945 года занимался хоккеем с мячом в детской команде архангельского «Динамо». На взрослом уровне с 1949 года выступал за «Водник», в его составе в 1950 году дебютировал в чемпионате СССР. В составе «Водника» играл в 1949—1950, 1955—1957, 1958—1961 годах. Также выступал за клубы ДО Череповец (1950—1951), ДО Архангельск (1951—1955), «Светлана» Ленинград (1957—1958), «Север» Северодвинск (1961—1962). Чемпион РСФСР 1958 года, второй призёр чемпионата РСФСР 1961 года. Неоднократный чемпион и обладатель Кубка Архангельской области. В высшей лиге чемпионата СССР сыграл более 60 матчей.
В ряде игр выходил на поле не на своей основной позиции нападающего, а на позиции вратаря.
После окончания игровой карьеры стал арбитром соревнований по хоккею с мячом. Судья всесоюзной категории (1968). Работал на матчах высшей лиги в 1968—1978 годах. В 1975 году включён в список лучших судей сезона.
Также работал тренером по хоккею с мячом. В 1961—1962 и 1967—1968 годах — тренер «Севера» (Северодвинск). В 1969—1978 годах — директор архангельской ДЮСШ № 4. Много лет работал в архангельском областном спорткомитете заместителем председателя и старшим инструктором.

## Личная жизнь
Брат Владимир и сестра Ангелина тоже стали спортсменами. Есть дети, внуки и правнуки.